# Giovanni XII di Alessandria
Papa Giovanni XII ovvero Yunes Nekadi (in arabo egiziano يوانس الاتناشر; Egitto, ... – Egitto, 1483) è stato un vescovo cristiano orientale egiziano, 93º Papa della Chiesa ortodossa copta.